# Којн Сентер (Илиноис)
Којн Сентер (енгл. Coyne Center) насељено је место без административног статуса у америчкој савезној држави Илиноис.

## Демографија
По попису из 2010. године број становника је 827, што је 79 (-8,7%) становника мање него 2000. године.
| Група             | 2000.       | 2010.       |
| Белци             | 888 (98,0%) | 793 (95,9%) |
| Афроамериканци    | 7 (0,8%)    | 7 (0,8%)    |
| Азијати           | 1 (0,1%)    | 0 (0,0%)    |
| Хиспаноамериканци | 8 (0,9%)    | 12 (1,5%)   |
| Укупно            | 906         | 827         |